# Mistrz Ołtarza Szkockiego

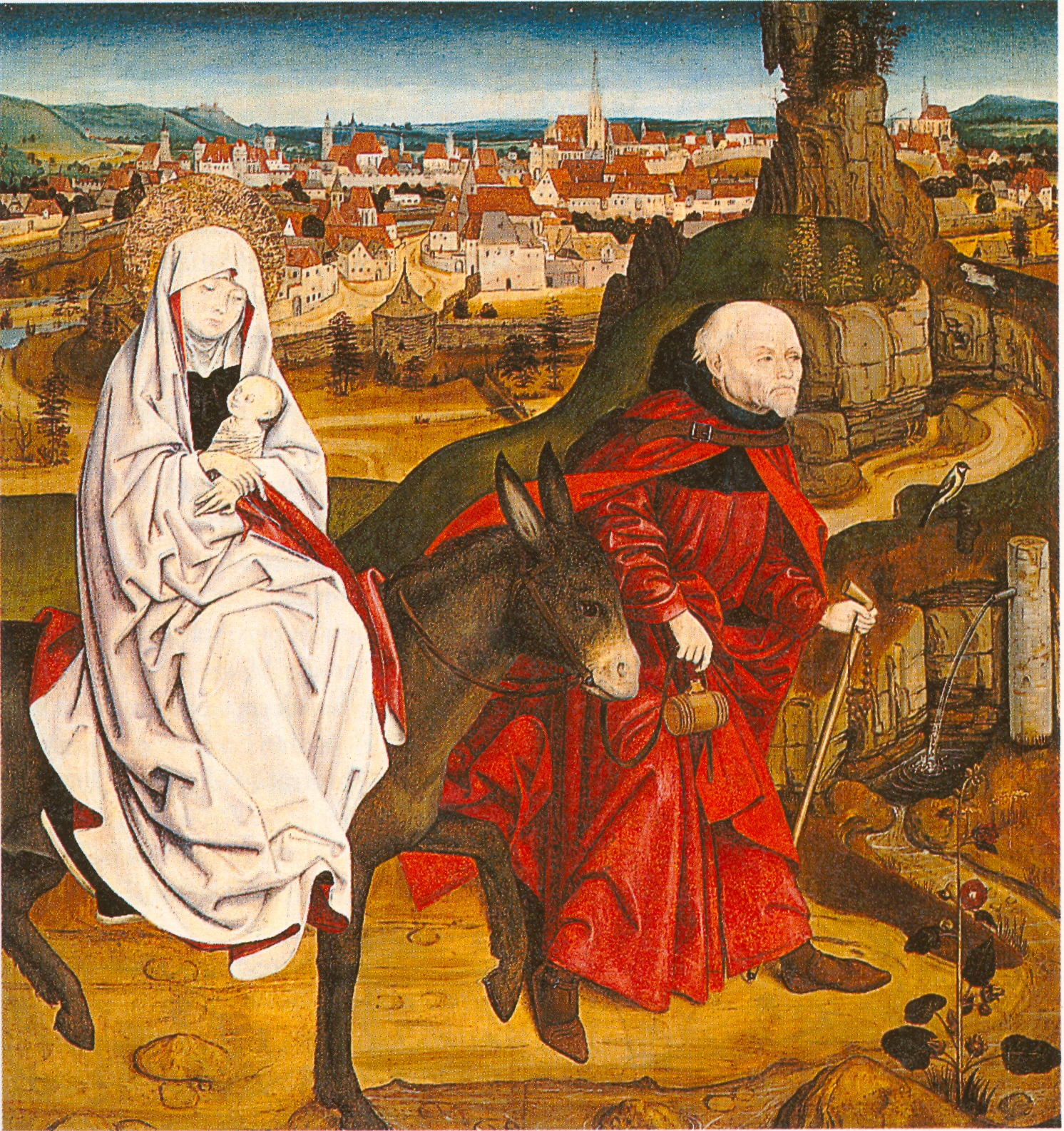
Ucieczka do Egiptu

Mistrz Ołtarza Szkockiego, Mistrz Wiedeńskiego Ołtarza Szkockiego – późnogotycki malarz niemiecki czynny w Wiedniu.
Swój przydomek otrzymał od ołtarza wykonanego w latach 1469–1475 dla Klasztoru Benedyktynów Najświętszej Marii Panny od Szkotów w Wiedniu.
Mistrz Ołtarza Szkockiego jako pierwszy zapoczątkował rozwój sztuki późnogotyckiej w Wiedniu oraz, za pośrednictwem jego naśladowców, w całej Austrii i Styrii. W jego pracach można dopatrzeć się wpływ sztuki niderlandzkiej, głównie stylów Weydena i Dirka Boutsa.

## Przypisywane prace

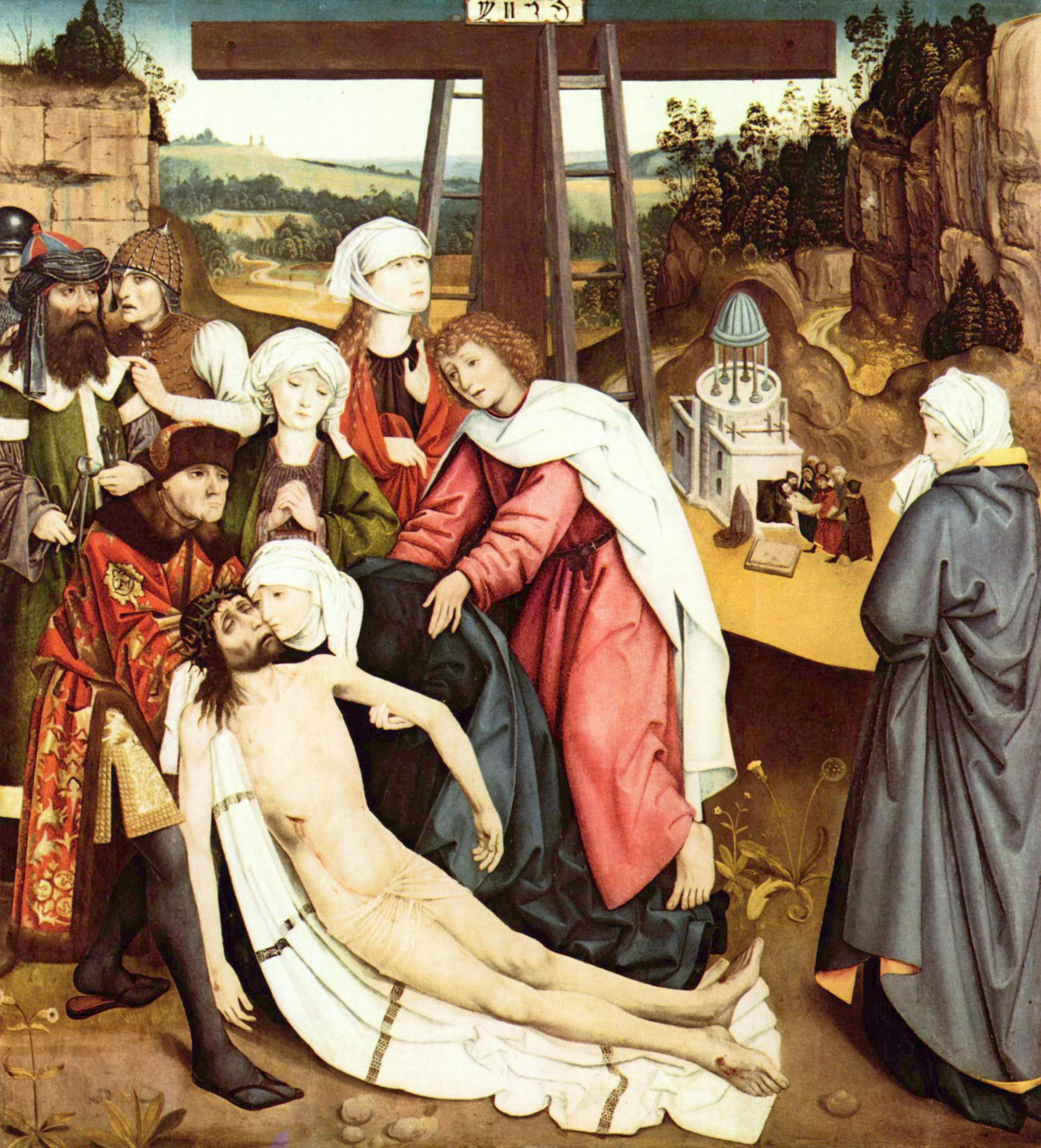
Opłakiwanie zmarłego Chrystusa